# Elisabeth Moss
Elisabeth Singleton Moss (sinh ngày 24 tháng 7 năm 1982) là một diễn viên điện ảnh, sân khấu và truyền hình Mỹ. Cô được biết đến với vai diễn Zoey Bartlet, con gái út của Tổng thống Josiah Bartlet, trên loạt phim truyền hình NBC The West Wing (1999 - 2006); Peggy Olson, secretary-turned-copywriter trên loạt phim AMC tựa Mad Men (2007 - 2015), giúp cô giành sáu đề cử giải Emmy Awards và một giải Golden Globe; và Det. Robin Griffin trên loạt phim truyền hình mini của BBC có tựa Top of the Lake (2013), vai diễn đã giành được giải Quả Cầu Vàng cho giải Nữ diễn viên xuất sắc nhất trong loạt phim mini hoặc phim truyền hình. Moss diễn xuất trong vai chính của Offred, một người sống sót bị bao vây trong một dystopian New England gần như trong tương lai, trong bộ truyện gốc Hulu The Handmaid's Tale.

## Tiểu sử
Elisabeth Moss sinh ra và lớn lên ở Los Angeles, California, con gái của Ron và Linda Moss, cả hai đều là nhạc sĩ. Elisabeth Moss có một người em trai. Cô đã được nuôi dạy để làm một nhà khoa học.
Ban đầu, Elisabeth Moss có khát vọng trở thành một vũ công chuyên nghiệp [5]. Ở tuổi vị thành niên, cô đã du lịch đến thành phố New York để học ballet tại Trường Múa ba lê của Mỹ, sau đó cô học với Suzanne Farrell tại Trung tâm Kennedy ở Washington DC. [4] Elisabeth Moss tiếp tục học khiêu vũ trong suốt tuổi thanh thiếu niên, nhưng cũng bắt đầu có vai trò diễn xuất. Để quản lý giáo dục và sự nghiệp của mình, cô bắt đầu học tại nhà, và tốt nghiệp năm 1999 ở tuổi mười sáu.

## Nghề nghiệp

### 1991 - 2004: Công việc ban đầu
Vai diễn màn ảnh đầu tiên của Elisabeth Moss là vào năm 1990, khi cô xuất hiện trong bộ phim truyền hình Lucky/Chances. của đài NBC. Từ năm 1992 đến năm 1995, Elisabeth Moss xuất hiện như Cynthia Parks trong bảy tập phim của Picket Fences. Cô đã cung cấp tiếng nói của Holly DeCarlo, một nhân vật chính trong phim truyền hình đặc biệt Frosty Returns (1992) và của Michelle trong bộ phim hoạt hình Once Upon a Forest (1993). Cô tham gia diễn xuất trong bộ phim truyền hình làm lại bộ phim Gypsy năm 1993 và đóng vai con gái nhỏ của Harvey Keitel trong bộ phim Imaginary Crimes (1994). Năm sau, cô xuất hiện trong bộ phim Escape to Witch Mountain (1995) của Walt Disney Pictures và đóng vai một chàng trai trẻ Ashley Judd trong bộ phim Love Can Build A Bridge (1995) của đạo diễn phim truyền hình. Cô cũng đóng vai phụ trong phim "Separate Lives" (1995) đối diện với Jim Belushi và Linda Hamilton, và một phần nhỏ trong bộ phim hài The Last Supper (1995).. Moss một lần nữa sẽ cung cấp công việc bằng giọng nói cho bộ phim hoạt hình Freakazoid! Và bộ phim truyền hình It's Spring Training, Charlie Brown! (1996).
Bắt đầu từ năm 1999, Elisabeth Moss miêu tả vai diễn lặp lại của Zoey Bartlet trong bộ phim truyền hình The West Wing của Nhà Trắng, đóng vai con gái của Martin Sheen và Stockard Channing; Cô sẽ miêu tả nhân vật này cho đến khi bộ phim kết thúc vào năm 2006. [7] Elisabeth Moss đã trở thành nhân vật không thể tách rời vào mùa thứ tư của chương trình; Trong một hồi tưởng về bộ phim, The Atlantic ghi nhận: "Aaron Sorkin đã làm cho Elisabeth Moss trung tâm của trận chung kết thứ tư bùng nổ trong mùa giải thứ tư, nơi ông đã thiết kế cơ bản cho những kẻ điên cuồng điên loạn nhất có thể, và Zoey phải chịu một nỗi đau với sở thích của cô Bạn trai người Pháp, nhưng Moss luôn làm cho cô ấy có tính liên tục, ngay cả khi âm mưu được yêu cầu khác đi ".
Năm 1999, cô đã có một vai phụ trong bệnh viện tâm thần trong Girl of Girl của James Mangold, đối nghịch với Winona Ryder và Angelina Jolie, và một phần nhỏ trong phim Anywhere But Here. Cũng trong năm đó, cô đóng vai Katie Brockett trong bộ phim Mumford, đóng vai con gái của một phụ nữ nghiện mua sắm.
Elisabeth Moss tiếp tục làm Heart of America và ba bộ phim khác vào năm 2004. Năm đó, cô cũng làm bộ phim Virgin,, cô đã được đề cử giải Independent Spirit 2004. Elisabeth Moss cũng đã có một phần hỗ trợ trong bộ phim kinh dị của Hollywood The Missing (2003).

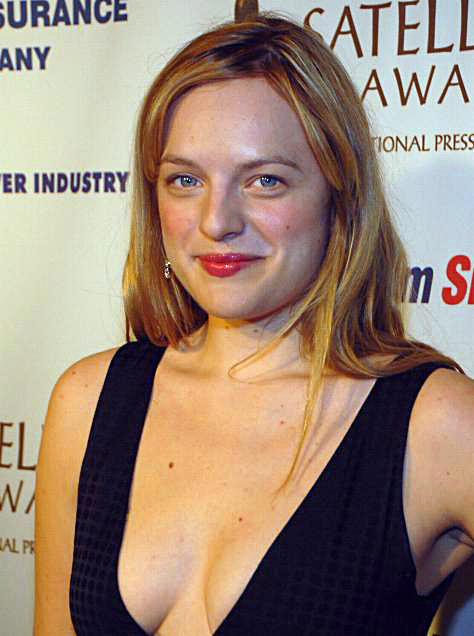
Elisabeth Moss tại Satellite Awards, 2007.